# Jevgenij Trundajev
Jevgenij Trundajev (rusky Трундаев Евгений Валентинович; 27. září 1986 – 15. října 2014) byl ruský důstojník.
Podle Bezpečnostní služby Ukrajiny byl zabit během bitvy o 32. kontrolní stanoviště u vesnice Smile (Смі́ле) v Luhanské oblasti na Ukrajině.

## Vojenské vzdělání a kariéra
Moskevská vyšší vojenská velitelská škola, (Московское высшее военное командное училище)
Kde nastoupil v roce 2004, absolvoval v roce 2008.
Poté působil jako velitel motostřelecké čety 1. motostřeleckého praporu 200. samostatné motostřelecké brigády Pečenga Západního vojenského okruhu a následně byl jmenován na pozici velitel protitankové čety.
Vojenská hodnost: nadporučík (Старший лейтенант) 

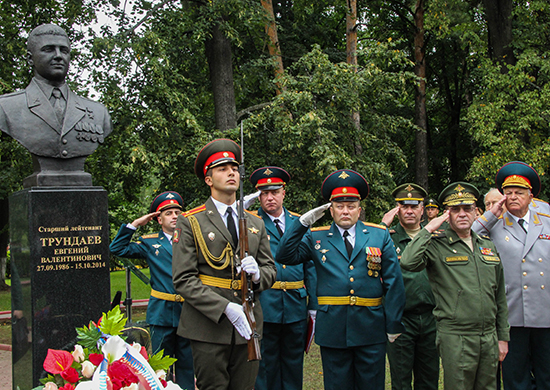
Bysta v Aleji slávy Moskevské vyšší vojenské velitelské školy

## Pamětní deska
Jak uvádí Děkanství Zarajsk, které je obvodem kolomnské diecéze ruské pravoslavné církve:
Dne 13. října proběhlo svěcení pamětní desky instalované na domě v obci Chulki-Sokolovo (Чулки-Соколово), okres Zarajsk, kde žil Hrdina Ruské federace Jevgenij Valentinovič Trundajev.
Důstojník ruské armády, Velitel motostřelecké čety, poručík J. V. Trundajev zemřel při výkonu služby v říjnu 2014; 
Posmrtně mu byl udělen titul Hrdina Ruské federace.
Slavnostní vysvěcení pamětní desky provedl kněz Felix Trikidi, vedoucí oddělení pro spolupráci s ozbrojenými silami v děkanství Zarajsk.
Vzpomínkové akce na jeho památku se konala v Zarajsku i v roce 2024.